# Guanahatabeys
Els guanahatabeys (també escrit guanajatabeys) eren un poble indígena de l'oest de Cuba en el moment del contacte europeu. Els estudis arqueològics i històrics suggereixen que els guanahatabey eren caçadors-recol·lectors arcaics amb una llengua i una cultura diferents dels seus veïns, els taïnos. Podrien haver estat una relíquia d'una cultura anterior que es va estendre àmpliament pel Mar Carib abans de l'ascens dels agricultors taïnos.

## Descripció
Les referències històriques contemporànies, en gran part corroborades per troballes arqueològiques, situaven el guanahatabey a l'extrem occidental de Cuba, adjacent als taïnos que vivien a la resta de Cuba i a la resta de les Grans Antilles. El terme guanahatabey no és necessàriament el terme amb què la població es va identificar abans de l'arribada dels colonitzadors europeus, sinó una adaptació basada en la seva comprensió limitada, similar al terme taïno. En el moment de la colonització europea, vivien a l'actual província de Pinar del Río i a parts de les províncies de l'Havana i Matanzas. Les prospeccions arqueològiques de la zona revelen una població arcaica de caçadors-recol·lectors que habiten tot l’arxipèlag cubà. A diferència dels veïns taïnos, practicaven l'agricultura a gran escala, però subsistien principalment de l'horticultura a petita escala, marisc i alimentació, i complementaven la seva dieta amb peixos i caça. Els mancava ceràmica i fabricaven eines de pedra, cloïssa i ossos mitjançant tècniques de mòlta i reducció lítica.
La llengua dels guanahatabey s'ha perdut, excepte per un grapat de topònims. Sembla que era diferent de la llengua taïno, ja que l'intèrpret de taïno de Cristòfor Colom no podia comunicar-se amb ells.
S'han trobat llocs arcaics similars de segles enrere a tot el Carib, els arqueòlegs consideren que els guanahatabeys són els últims supervivents d'una cultura molt anterior que existia a les illes abans de l'aparició dels agricultors taïnos. Hi havia cultures similars al sud de Florida aproximadament al mateix temps, tot i que simplement podria haver estat una adaptació independent a un entorn similar. Els estudis genètics sobre individus relacionats amb l'era arcaica a Cuba han mostrat afinitats tant a Amèrica del Sud com a la del nord. Tanmateix, és possible que els guanahatabeys estiguessin relacionats amb els taïnos, ja que hi ha proves d'una barreja genètica a Haití.

## Història
Colom va visitar la regió guanahatabey l'abril de 1494, durant el seu segon viatge. L'expedició es va trobar amb els locals, però els seus intèrprets de taïno no van poder comunicar-se amb ells i van indicar que parlaven un idioma diferent. El primer ús registrat del nom "Guanahatabey" apareix en una carta de 1514 del conqueridor Diego Velázquez de Cuéllar; Bartolomé de las Casas també es va referir a elles el 1516. Tots dos escriptors van descriure els guanahatabeys com a habitants de les coves primitius que menjaven principalment peix. Les narracions són de segona mà, evidentment provinents d’informadors taïno. Com a tals, acadèmics com William F. Keegan van posar en dubte aquests informes ja que podrien reflectir les llegendes taïno sobre els guanahatabey en lloc de la realitat. Els espanyols van fer referències esporàdiques als guanahatabeys i al seu llenguatge distintiu al segle XVI. Sembla que havien desaparegut abans de registrar qualsevol informació addicional sobre ells.

## Confusió amb els siboney
Al segle xx, les males lectures del registre històric van portar els estudiosos a confondre els guanahatabey amb un altre grup cubà, els siboney. Bartolomé de las Casas es va referir als siboney i els arqueòlegs del segle xx van començar a utilitzar el nom per a la cultura que va produir els jaciments ceràmics de nivell arcaic que van trobar a tot el Carib. Molts d'aquests llocs es van trobar a l'antiga regió guanahatabey a l'oest de Cuba, el terme "Siboney" es va usar per al grup històricament conegut com a Guanahatabey. Sembla que és un error; las Casas va distingir entre els guanahatabey i els siboney, que eren un grup de taïnos occidentals del centre de Cuba sotmesos als caps orientals.